# Niesiołowice (województwo pomorskie)
Niesiołowice (kaszub. Niesołejce) – wieś w Polsce, położona w województwie pomorskim, w powiecie kartuskim, w gminie Stężyca
Miejscowość leży na Kaszubach, na obszarze Pojezierza Kaszubskiego. 
| SIMC    | Nazwa    | Rodzaj    |
| ------- | -------- | --------- |
| 0173947 | Kukówka  | część wsi |
| 0173953 | Pustka   | część wsi |
| 0173960 | Rzepiska | część wsi |

Niesiołowice 31 grudnia 2014 r. miały 121 stałych mieszkańców, z których 64 osób mieszkało w głównej części wsi.
Wieś jest siedzibą sołectwa Niesiołowice w którego skład wchodzą również Rzepiska, Pustka i Kukówka. 
Miejscowość znajduje się na turystycznym  Szlaku Kamiennych Kręgów.
W latach 1975–1998 miejscowość położona była w województwie gdańskim.
Ok 90% domów, to domy działkowe, całoroczne. Okolice miejscowości stanowią liczne lasy oraz jeziora, rzeźba terenu młodoglacjalna - wyraźnie widoczne rowy polodowcowe, zachowane rowy wojenne.